# Боуг (Северна Каролина)
Боуг (енгл. Bogue) град је у америчкој савезној држави Северна Каролина.

## Демографија
По попису из 2010. године број становника је 684, што је 94 (15,9%) становника више него 2000. године.
| Група             | 2000.       | 2010.       |
| Белци             | 567 (96,1%) | 613 (89,6%) |
| Афроамериканци    | 13 (2,2%)   | 15 (2,2%)   |
| Азијати           | 1 (0,2%)    | 4 (0,6%)    |
| Хиспаноамериканци | 3 (0,5%)    | 36 (5,3%)   |
| Укупно            | 590         | 684         |